# CBS Films
CBS Films là một công ty sản xuất và phân phối phim điện ảnh Mỹ được thành lập năm 2007 dưới danh nghĩa là một công ty con của tập đoàn CBS Corporation và được coi là một hãng phim hạng trung. Hãng CBS Films thực hiện hoạt động phân phối, phát triển và sản xuất từ bốn đến sáu phim điện ảnh với kinh phí 50 triệu USD mỗi phim mỗi năm.

## Bối cảnh
CBS dấn thân vào ngành công nghiệp sản xuất phim điện ảnh từ năm 1967 khi bắt đầu thành lập Cinema Center Films và đóng cửa hãng phim vào năm 1972 vì không tạo ra được lợi nhuận. Năm 1979, CBS thành lập một phân ban phim điện ảnh mới, được chính thức đặt tên là CBS Theatrical Films. Trong thời gian hãng phim này hoạt động, CBS thực hiện liên doanh với hãng Columbia Pictures và HBO thành lập nên Tri-Star Pictures. Tới năm 1985, CBS rời khỏi liên doanh và CBS Theatrical Films buộc phải ngưng hoạt động cũng trong năm đó. Tới năm 2000, CBS được mua lại bởi Viacom, tập đoàn sở hữu hãng Paramount Pictures.

## Lịch sử
Tháng 3 năm 2007, sau khi tách khỏi Viacom và Paramount, CBS Corp. thành lập CBS Films và bổ nhiệm Bruce Tobey làm người dẫn dắt công việc kinh doanh, luật pháp, tài chính và phân phối video. Amy Baer được thuê vào tháng 9 năm 2007 với vai trò chủ tịch kiêm CEO của CBS Films. Với việc CBS sở hữu kênh phim truyền hình cáp, CBS Films được lập ra nhằm mục đích sáng tạo nội dung cho kênh này. Ngày 17 tháng 11 năm 2009, CBS ký hợp đồng ba năm với hãng Sony Pictures cho bản quyền phân phối phim quốc tế.
Hãng phim phát hành phim điện ảnh đầu tiên mang tên Extraordinary Measures vào ngày 22 tháng 1 năm 2010 và thất bại khi phim không thể hồi được vốn. Hãng tiếp tục ra mắt phim điện ảnh thứ hai The Back-up Plan vào tháng 4 năm 2010 nhưng kết quả cũng không mấy khả quan. Được công chiếu suốt năm ngày lễ Tạ ơn, Thần tốc, bộ phim thứ ba của hãng với sự tham gia của Dwayne Johnson, khá là yếu về mặt doanh thu với chỉ 12 triệu USD khởi điểm. Vào tháng 8, hãng phim mua bản quyền phân phối cho bộ phim Trừng phạt tội ác. CBS sau đó thay thế giám đốc điều hành Bruce Tobey bởi Wolfgang Hammer vào tháng 11 năm 2010.

## Danh sách phim
| Ngày phát hành       | Tên                                     | Ghi chú | Kinh phí       | Doanh thu toàn cầu |
| -------------------- | --------------------------------------- | --- | -------------- | ------------------ |
| 22 tháng 1 năm 2010  | Extraordinary Measures                  | | 30 triệu USD   | 15,1 triệu USD     |
| 23 tháng 4 năm 2010  | The Back-up Plan                        | | 35 triệu USD   | 77,5 triệu USD     |
| 24 tháng 11 năm 2010 | Thần tốc                                | Đồng sản xuất với TriStar Pictures và Castle Rock Entertainment                                                                      | 24 triệu USD   | 35,5 triệu USD     |
| 28 tháng 1 năm 2011  | Trừng phạt tội ác                       | Đồng sản xuất với Millennium Films                                                                                                   | 40 triệu USD   | 51.0 triệu USD     |
| 4 tháng 3 năm 2011   | Ma thuật tình yêu                       | | 17 triệu USD   | 43,1 triệu USD     |
| 3 tháng 2 năm 2012   | The Woman in Black                      | Chỉ phân phối tại Mỹ, sản xuất bởi Hammer Pictures, UK Film Council, Alliance Films, Exclusive Media Group và Cross Creek Pictures   | 13 triệu USD   | 127,7 triệu USD    |
| 9 tháng 3 năm 2012   | Bắt cá 2 tay                            | Chỉ phân phối tại Mỹ, sản xuất bởi Lionsgate Films, UK Film Council và BBC Films                                                     | 14,5 triệu USD | 34,6 triệu USD     |
| 7 tháng 9 năm 2012   | The Words                               | | 6 triệu USD    | 13,2 triệu USD     |
| 12 tháng 10 năm 2012 | Seven Psychopaths                       | Đồng sản xuất với the British Film Institute, Blueprint Pictures và Film4 Productions                                                | 15 triệu USD   | 33 triệu USD       |
| 1 tháng 3 năm 2013   | The Last Exorcism Part II               | Đồng sản xuất với StudioCanal và Strike Entertainment                                                                                | 5 triệu USD    | 15,2 triệu USD     |
| 1 tháng 5 năm 2013   | The Kings of Summer                     | Đồng sản xuất với Big Beach Films |                | 1,4 triệu USD      |
| 26 tháng 7 năm 2013  | The To Do List                          | | 1,5 triệu USD  | 3,9 triệu USD      |
| 1 tháng 11 năm 2013  | Bô lão xì tin                           | Đồng sản xuất với Good Universe | 28 triệu USD   | 134,4 triệu USD    |
| 6 tháng 12 năm 2013  | Inside Llewyn Davis                     | Chỉ phân phối tại Mỹ, sản xuất bởi StudioCanal, Scott Rudin Productions và Mike Zoss Productions                                     | 11 triệu USD   | 13+ triệu USD      |
| 4 tháng 4 năm 2014   | Afflicted                               | Đồng sản xuất với Entertainment One và IM Global                                                                                     | 318,000        | 121,200            |
| 25 tháng 4 năm 2014  | Con tốt thí                             | Chỉ phân phối dưới định dạng video tại gia ở Mỹ                                                                                      | n/a            | 14,2 triệu USD     |
| 15 tháng 8 năm 2014  | What If                                 | Chỉ phân phối tại Mỹ, sản xuất bởi Entertainment One và Telefilm Canada                                                              | 11 triệu USD   | 7,8 triệu USD      |
| 26 tháng 9 năm 2014  | Pride                                   | Chỉ phân phối tại Mỹ, đồng sản xuất với 20th Century Fox, BBC Films, British Film Institute, Canal+, Ciné+, Ingenious Media và Pathé |                | 16,7 triệu USD     |
| 20 tháng 2 năm 2015  | The DUFF                                | Đồng sản xuất với Wonderland Sound and Vision và Vast Entertainment                                                                  | 8,5 triệu USD  | 43,5 triệu USD     |
| 13 tháng 11 năm 2015 | Giáng sinh nhớ đời                      | Đồng sản xuất với Groundswell Productions, Imagine Entertainment và Handwritten Films                                                | 24 triệu USD   | 41,1 triệu USD     |
| 25 tháng 3 năm 2016  | Get a Job                               | Đồng sản xuất với Lionsgate Premiere và Double Feature Films                                                                         |                |                    |
| 12 tháng 4 năm 2016  | Flight 7500                             | Đồng phân phối với Lionsgate |                | 2,8 triệu USD      |
| 12 tháng 8 năm 2016  | Không lùi bước                          | Đồng sản xuất với Sidney Kimmel Entertainment, Odd Lot Entertainment, Film 44 và LBI Entertainment                                   | 12 triệu USD   | 31 triệu USD       |
| 7 tháng 10 năm 2016  | Đại ca học đường: Thời trung học dữ dội | Đồng sản xuất với Lionsgate, James Patterson Entertainment và Participant Media                                                      | 8,5 triệu USD  | 20,7 triệu USD     |
| 21 tháng 12 năm 2016 | Ngày định mệnh                          | Đồng phân phối với Lionsgate | 45 triệu USD   | 48,3 triệu USD     |
| 10 tháng 3 năm 2017  | The Sense of an Ending                  | Đồng phân phối với Lionsgate |                |                    |
| 2 tháng 6 năm 2017   | Dean                                    | |                |                    |